# Eleutherodactylus orcutti
Eleutherodactylus orcutti är en groddjursart som beskrevs av Dunn 1928. Eleutherodactylus orcutti ingår i släktet Eleutherodactylus och familjen Eleutherodactylidae. IUCN kategoriserar arten globalt som akut hotad. Inga underarter finns listade i Catalogue of Life.